# Талдыколь (Северо-Казахстанская область)
Талдыколь (каз. Талдыкөл) — село в Тайыншинском районе Северо-Казахстанской области Казахстана. Село входит в состав Алаботинского сельского округа. Код КАТО — 596035600.

## Население
В 1999 году население села составляло 126 человек (74 мужчины и 52 женщины). По данным переписи 2009 года, в селе проживало 48 человек (27 мужчин и 21 женщина).